# Changhua-Ebene

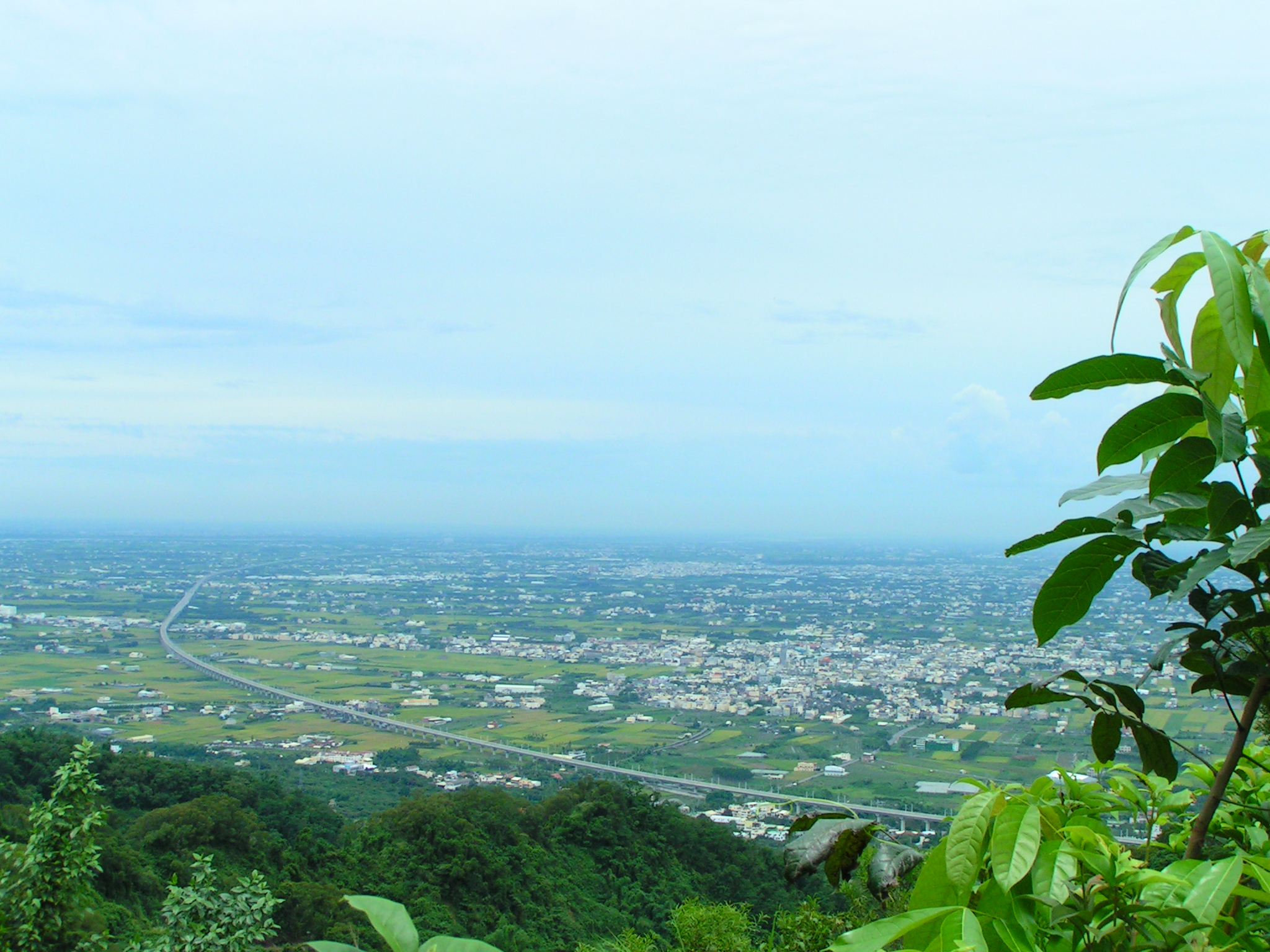
Blick über Shetou

Die Changhua-Ebene oder Zhanghua Pingyuan (chinesisch 彰化平原, Pinyin Zhānghuà Píngyuán, en.: Changhua Plain, auch: Changhua Coastal Plain) ist eine Schwemmebene an der Westküste von Zentral-Taiwan. Sie erstreckt sich zwischen den Flüssen Jiu Zhuoshui xi (舊濁水溪, Jiù zhuóshuǐ xī) und dem Dadu xi (大肚溪/烏溪) und grenzt im Osten an das Bagua-Plateau.

## Geographie
Die Ebene liegt im nördlichen Teil des Landkreis Changhua und erstreckt sich über ca. 40 km (25 mi) und eine Breite von 12 bis 15 km (7–9 mi). Das Gebiet ist eben und die Höhe reicht von ca. 12 m (39 feet) bis auf 45 m (148 feet). Die Changhua-Ebene ist im Norden schmal und im Süden breit und zieht sich von Südosten nach Nordwesten. Das Bagua-Plateau verläuft von Norden nach Süden entlang der Ostseite der Ebene.
Der Landkreis Changhua wird somit gegliedert in die Changhua-Ebene und den Zhuoshui River Alluvial Fan (濁水溪沖積扇), welcher durch den Old Zhuoshui River von der Ebene getrennt ist, sowie das Bagua-Plateau.
Der Dadu-Fluss lagert, nachdem er das Taichung-Becken am Wuri-Durchbruch (烏日水隙 – Wū rì shuǐ xì) verlässt, Flusssande am Rand des Dadu-Plateaus und des Bagua Plateaus ab. Im Süden wird die Ebene stark vom Zhuoshui-Fluss beeinflusst. Im Laufe der Jahrhunderte veränderte sich der Flusslauf mehrfach. Oberhalb des Deltas ist das Fluss-Netzwerk gut entwickelt und die Unterläufe sind radiale Wasserstraßen, vom nördlichsten Fluss Yangzicuoxi (洋子厝溪 – yángzǐ cuò xī) bis zum südlichsten Fluss Beigang (北港溪 – běigǎng xī). Der Unterlauf des Dadu-Flusses umfasst den Fuma-Kanal (福馬圳 – Fúmǎ zhèn), den Ost-West-Kanal 1 (東西一圳 – Dōngxī yī zhèn), den Ost-West-Kanal 2 (東西二圳 – dōngxī èr zhèn) und den Ost-West-Kanal 3 (東西三圳 – dōngxī sān zhèn), während der Schwemmfächer des Unterlaufs des Zhuoshui-Flusses den Babao-Kanal und den Zizaipi-Kanal (莿仔埤圳 – Cìzǐpí zhèn) umfasst. Das Wasser des Zhuoshui-Flusses macht 82 % des Bewässerungsvolumens der Changhua-Ebene aus und der Babao-Kanal 55 % davon.
Darüber hinaus ist das Volumen an transportierten Sedimenten höher als bei anderen großen Flüssen in Taiwan, was dazu führt, dass die meisten Ebenen im Kreis Changhua heute aus den Schwemmlandablagerungen des alten Zhuoshui-Flusses bestehen. Dies ist auch der Hauptgrund, warum die Fläche der Changhua-Ebene größer ist als die der Qingshui-Ebene.
An der Nordwestküste der Changhua-Ebene gibt es ein Landgewinnung. Das Industriegebiet Changbin (彰濱工業區 – Zhāng bīn gōngyè qū) wurde zur wirtschaftlichen Entwicklung errichtet. Durch unsachgemäße Bebauung entstand ein Wellenbrechereffekt, der große Veränderungen der Küstentopographie mit sich brachte. Im Norden sammelte sich eine große Menge Meeressand an, während die Küste im Süden erodierte.

## Geschichte
Die Besiedlung der Changhua-Ebene war während der Herrschaft von Kaiser Kangxi (1661–1722) während der Qing-Dynastie bereits recht weit fortgeschritten. Einwanderer aus Zhangzhou, Quanzhou und Guangdong kamen nacheinander nach Taiwan und die Entwicklung konzentrierte sich auf die Ausläufer des Bagua-Berges, wo es damals relativ reichlich Wasservorkommen gab. Im Jahr 1709 nutzte der aus Quanzhou stammende Shi Shibang (施世榜 – Shī Shìbǎng) Wasser aus dem Zhuoshui-Fluss, um den Shicuo-Kanal (Babao-Kanal, 八堡圳 – Bā bǎo zhèn) zu graben, wodurch die Wassereinsparung in der Changhua-Ebene enorm verbessert und das Landgewinnungsgebiet erheblich vergrößert wurde. Die Zahl der Einwanderer stieg dadurch weiter an. Während der Yongzheng-Periode der Qing-Dynastie entstand die „Yuanlinzi-Straße“, die heutige Stadt Yuanlin. Später, im Jahr 1738 (dem dritten Regierungsjahr von Kaiser Qianlong), gründeten Einwanderer die „Dongluo-Straße“ in der heutigen Stadt Beidou, die damals „Dongluo Xibao“ (東螺西堡, Dōng luó xī bǎo) hieß.

## Klima
Die jährliche Niederschlagsmenge in der Changhua-Ebene beträgt etwa 1.500 bis 2.000 mm, wobei sich die Niederschläge auf den Sommer von Mai bis August konzentrieren. In dieser Zeit fallen mehr als 70 % der jährlichen Niederschlagsmenge. Während der Trockenzeit ist die Landwirtschaft auf Bewässerung angewiesen.